# إيبوبامين
إيبوبامين (بالإنجليزية: Ibopamine)‏؛ هو دواءٌ محاكي الودي، صُمِّمَ دواءً أوليًّا للإيبينين، ويُستَعمَل في طب العيون. يُحدِّث هذا الدواء توسعًا في حدقة العين. كما تم فحصه في علاج قصور القلب الاحتقاني.